# نوئا گلوین
نوئا گلوین (انگلیسی: Noah Galvin؛ زادهٔ ۶ مهٔ ۱۹۹۴) بازیگر و خواننده اهل ایالات متحده آمریکا است.
از فیلم‌هایی که وی در آن نقش داشته‌است، می‌توان به ملت ترور اشاره کرد.